# Jennifer Krum
Jennifer Krum, född 11 juni 1979 i Harrisburg, Pennsylvania, USA, är en amerikansk pinuppa. Krum blev av med sin vänstra hand i en trafikolycka vid fem års ålder, men det har inte hindrat henne från att göra det hon vill. Krum blev vald till Miss Amputee år 2004, och hon har även varit med i Playboy.